# 柳叶钝果寄生
柳叶钝果寄生（学名：Taxillus delavayi），为桑寄生科钝果寄生属下的一个植物种。